# 辻秀人
辻 秀人（つじ ひでと、1950年10月30日 - ）は、日本の考古学者。専門は古墳時代。東北地方における弥生時代から古墳時代への変遷過程、古墳時代における東北北部の社会の実態を研究。東北学院大学文学部歴史学科教授。2024年3月、退任。

## 略歴

### 学歴
- 1974年、東北大学文学部卒業。
- 1976年、同大学大学院文学研究科博士課程前期終了。
- 1980年、同大学大学院文学研究科博士課程後期単位取得満期退学。

### 職歴
- 1980年、教育庁学芸員博物館建設準備担当
- 1987年、福島県立博物館主任学芸員に就任
- 1992年、東北学院大学文学部史学科助教授に就任
- 1995年、山形大学非常勤講師
- 1998年、東北学院大学文学部史学科教授・東北学院大学大学院アジア文化史教授
- 1998年、福島大学非常勤講師
- 1999年、東北学院大学大学院文学研究科教授
- 2002年、大阪大学大学院文学研究科非常勤講師
- 2004年、日本考古学協会理事
- 2008年、宮城県考古学会第6期会長就任
- 2009年、東北学院大学学生部長、東北学院大学博物館館長[2]に就任
- 2012年、東北学院大学文学部長（～2015年3月）

#### 学外における役職
- 1994年、野馬追の里歴史民俗資料館収集展示委員会展示特別委員
- 1995年、仙台市史編纂調査分析委員
- 1996年、喜多方市史編纂専門委員会委員
- 1999年、福島県泉崎村関和久官衙遺跡保存管理計画策定委員会委員
- 2000年、角塚古墳整備基本計画策定委員
- 2000年、岩手県文化財保護審議会委員
- 2001年、白河郡衙関連遺跡群検討委員会委員
- 2002年、流廃寺跡調査指導委員会委員
- 2003年、文化庁芸術拠点形成事業協力者会議委員
- 2008年、日本考古学協会研究環境検討委員会委員長
- 2009年、文化美術館・博物館活動基盤形成事業協力者会議委員
- 2010年、新潟県胎内市城の山古墳発掘調査指導委員
- 2013年、房の沢古墳群出土品保存管理指導委員
- 2013年、福島県文化財保護審議委員
- 2014年、喜多方市国指定史跡整備活用委員会委員

## 著作

### 単著
- 『ふくしまの古墳時代』（歴史春秋出版、2003年）
- 『東北古墳研究の原点 : 会津大塚山古墳』（新泉社、2006年）

### 編著
- 『百済と倭国』（高志書院、2008年）
- 『博物館危機の時代』（雄山閣、2012年）

### 共著
- 『宮城の研究』1考古学篇（清文堂、1984年）
- 『福島の研究』1考古学篇（清文堂、1985年）
- （石野博信ほか編）『古墳時代の研究』11　地域の古墳Ⅱ　東日本（雄山閣出版、1990年）
- （甘粕健ほか編）『東日本の古墳の出現』（山川出版社、1994年）
- （鈴木靖民編）『古代蝦夷の世界と交流』（名著出版、1996年）
- （白石太一郎ほか）『古墳時代の考古学』（学生社、1998年）